# Projecte d'Exposició Universal de Barcelona de 1982
L'Exposició Universal de Barcelona de 1982 fou un projecte que no arribà a realitzar-se. La proposta fou promoguda per l'Ajuntament de Barcelona a la dècada de 1970, essent-ne alcalde Josep Maria de Porcioles.
La idea de celebrar una Exposició Universal a Barcelona el 1982 sorgí el 1970, després de no aconseguir els Jocs Olímpics per a 1972, que anaren a Múnic, ni els de 1976, que es realitzaren a Montreal. En tot cas, l'objectiu era buscar un esdeveniment internacional que permetés realitzar una sèrie de transformacions de la ciutat de manera ràpida. A la Barcelona de la dècada de 1970, aquestes transformacions buscaven majoritàriament la construcció d'infraestructures per al vehicle privat, amb les rondes de Barcelona i la construcció dels tres túnels del Tibidabo com a actuacions estrella. Cal dir que aquestes realitzacions en gran part es reprengueren per als Jocs Olímpics de Barcelona de 1992.
L'Exposició tindria l'energia com a motiu central i s'ubicria en dues zones: la muntanya de Montjuïc amb el carrer Tarragona convertit en Avinguda de les Exposicions, i una zona situada entre Sant Cugat del Vallès i Cerdanyola del Vallès, aproximadament en els terrenys que ocupa actualment el Sincrotró Alba.
El projecte no es va poder presentar fins 1972 atès que l'estat espanyol no estava adherit al Conveni sobre Exposicions Universals. La candidatura oficial, que s'hauria d'haver acceptat el 1979, finalment no prosperà atesa la situació política del moment, i l'Exposició de 1982 es realitzà finalment a Knoxville, als Estats Units. L'any 1982, a més, a l'estat espanyol ja se celebrava el Mundial de Futbol, amb la cerimònia inaugural i diferents partits als estadis de la ciutat.